# Molinadendron guatemalense
Molinadendron guatemalense är en trollhasselart som först beskrevs av Ludwig Radlkofer och Hermann August Theodor Harms, och fick sitt nu gällande namn av Endress. Molinadendron guatemalense ingår i släktet Molinadendron och familjen trollhasselfamiljen. Inga underarter finns listade i Catalogue of Life.